# الدوري التشيلي لكرة القدم 1974
الدوري التشيلي لكرة القدم 1974 (بالإسبانية: Primera División de Chile 1974)‏ هو الموسم 42 من الدوري التشيلي لكرة القدم. كان عدد الأندية المشاركة فيه 18، وفاز فيه هواتشيباتو.